# 慶林寺塔
庆林寺塔座落于河北省故城县西部的饶阳店镇，距离县城郑家口镇10公里。建于北宋时期，是全国重点文物保护单位。
庆林寺塔七层，平面呈八角形。